# جورج هنري موراي
جورج هنري موراي هو سياسي كندي، ولد في 7 يونيو 1861 في كندا، وتوفي في 6 يناير 1929 في مونتريال في كندا. حزبياً، نشط في الحزب الليبرالي في نوفا سكوشا ‏. وقد انتخب عضو مجلس نواب نوفا سكوتيا (15 أغسطس 1896 – 24 يناير 1923) وانتخب رئيس وزراء نوفا سكوتيا ‏ (20 يوليو 1896 – 24 يناير 1923).